# Robert Bacher
Robert Fox Bacher (Loudonville, 31 de agosto de 1905 — Montecito, 18 de novembro de 2004) foi um físico estadunidense.